# Primavera in anticipo (It Is My Song)
"Primavera in anticipo (It Is My Song)" é uma canção gravada pela cantora italiana Laura Pausini para seu álbum de estúdio Primavera in anticipo. Contando a participação do cantor e compositor britânico James Blunt, o dueto foi lançado no dia 02 de janeiro de 2009 como o segundo single do álbum.
Tendo como compositores Laura Pausini, Cheope, Daniel Vuletic e James Blunt, a canção obteve um excelente desempenho nas paradas da Europa, permanecendo por quatro semanas consecutivas na primeira posição da Ö3 Austria Top 40 da Áustria, além de figurar entre as dez primeiras na Itália, Suíça e Bélgica.
A canção foi gravada também em língua espanhola, sob o título "Primavera anticipada (It Is My Song)", cuja adaptação da letra é de Ignacio Ballesteros, e foi lançada na Espanha e na América Latina como o segundo single da versão em espanhol do álbum, Primavera anticipada.

## Composição
A canção, que dá nome ao disco, foi a última a ser composta para esse trabalho, que segundo Pausini foi o ponto de chegada, a mensagem final que faltava para completar o álbum. A cantora também declarou que inicialmente não havia pensado em fazer um dueto, porém, ao assistir um concerto de James Blunt, foi até seu camarim e o convidou para cantarem juntos, que foi aceito de imediato.
De melodia veloz e movimentada, o arranjo é caracterizado pela base de guitarra, instrumento que acompanha ambos os cantores em suas composições. É uma canção positiva, cuja letra fala sobre dois apaixonados que descrevem os efeitos benéficos que produzem um no outro.

## Vídeo musical
O vídeo musical da canção foi dirigido por Gaetano Morbioli e gravado em Ibiza durante o mês de setembro de 2008.
Lançado em 20 de janeiro de 2009, o video retrata os dois cantores separados, ora numa casa em processo de composição, ora cantando em um clube, mas sem se encontrarem. No entanto, a energia de suas atuações individuais dão forma a uma espécie de dueto a distância muito potente que expressa a forte energia artística que se cria entre eles. No final do vídeo, durante uma tempestade de neve, os dois se encontram e uma explosão de cores e pétalas os envolvem numa primavera antecipada.[carece de fontes?]

## Performances ao vivo

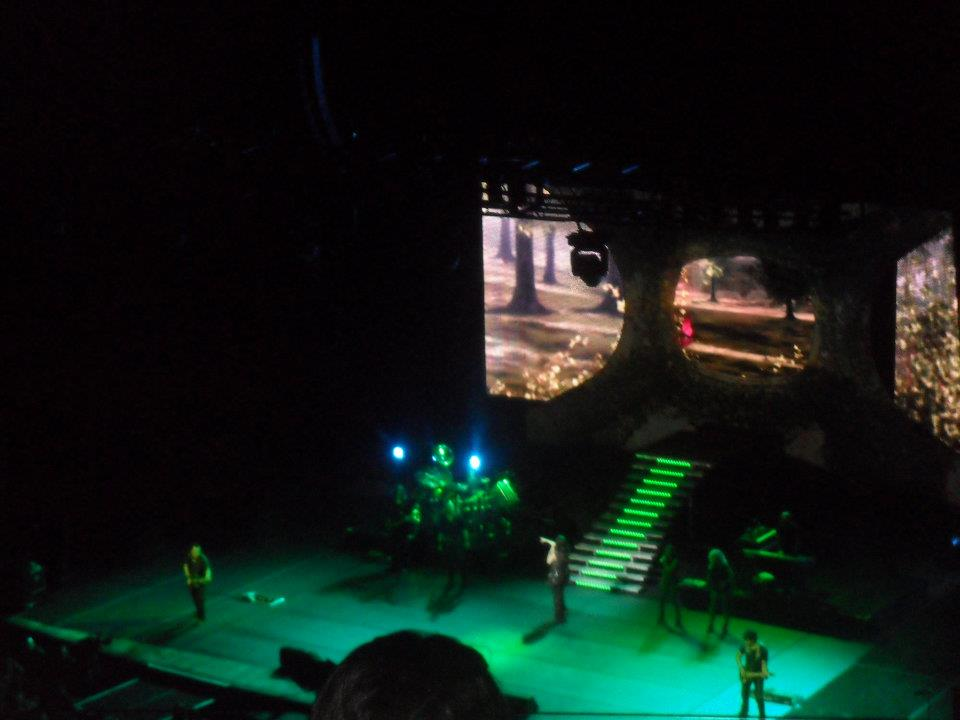
A cantora italiana Laura Pausini cantando Primavera in Anticipo (It is my song) durante um show pela tournée do álbum de mesmo nome

Laura Pausini apresentou a canção pela primeira vez em 15 de novembro de 2008 durante o programa italiano Che tempo che fa, do canal Rai 3, que foi inteiramente dedicado ao lançamento de seu álbum Primavera in anticipo.
Pausini também performou a canção durante os talk shows italianos Amici di Maria De Filippi em 11 de fevereiro de 2009 e The X Factor em 23 de fevereiro do mesmo ano.
Em 06 de junho de 2009, a faixa foi cantada na cerimônia de entrega da premiação italiana Wind Music Awards 2009, que ocorreu na Arena de Verona, em Verona.
Foi realizado um dueto ao vivo da canção entre Laura Pausini e a cantora italiana Giorgia Todrani durante o concerto beneficente Amiche per l'Abruzzo, que ocorreu no Estádio Giuseppe Meazza em 21 de junho de 2009.
Primavera in anticipo (It Is My Song) também foi cantada também durante as apresentações das turnês World Tour 2009 e Inedito World Tour, de Pausini.

## Formatos e lista de faixas
- CD single (Europa)[18]

1. "Primavera in anticipo (It Is My Song)" (com James Blunt) – 3:28
2. "Primavera in anticipo" – 3:28
3. "Invece no" – 3:55

- CD single (América Latina)[19]

1. "Primavera anticipada (It Is My Song)" (com James Blunt) – 3:28
2. "Primavera in anticipo (It Is My Song)" (com James Blunt) –  3:28
3. "Primavera anticipada –  3:28

- Download digital[20]

1. "Primavera in anticipo (It Is My Song)" (com James Blunt) – 3:28
2. "Primavera in anticipo" – 3:28
3. "Invece no" – 3:55

## Créditos
Créditos musicais
| - Laura Pausini – vocalista, compositora, backing vocal - James Blunt – vocalista, compositor - Cheope – compositor - Daniel Vuletic – compositor - Roma Sinfonietta’s Orchestra – orquestra - Dado Parisini – teclados, piano, arranjos - Max "MC" Costa – programação de computador, design de som | - Curt Bisquera – bateria - Alfredo Golino – bateria - Cesare Chiodo – baixo elétrico - Massimo Varini – guitarra - Gabriele Fersini – guitarra - Emiliano Fantuzzi – guitarra - Riccardo Galardini – guitarra |

## Paradas e certificações
| Paradas (2009)                                    | Melhor posição |
| ------------------------------------------------- | -------------- |
| Alemanha - Media Control Charts (Top 100 Singles) | 16             |
| Áustria - Ö3 Austria Top 40 (Singles Top 75)      | 1              |
| Bélgica - Ultratip (Flanders)                     | 9              |
| Bélgica - Ultratop 40 (Wallonia)                  | 23             |
| Espanha - PROMUSICAE (Top 20 Rádio)               | 12             |
| Espanha - PROMUSICAE (Top 50 Singles)             | 21             |
| Itália - FIMI (Top Digital Download)              | 5              |
| Itália - Nielsen Music Control (Airplay)          | 2              |
| Suíça - Schweizer Hitparade (Top 75 Singles)      | 5              |
| Suíça - Schweizer Hitparade (Airplay)             | 2              |

| Paradas (2009)              | Melhor posição |
| --------------------------- | -------------- |
| Áustria - Ö3 Austria Top 40 | 8              |
| Itália - FIMI               | 43             |
| Suíça - Schweizer Hitparade | 26             |

| País / Provedor        | Certificação | Vendas  |
| ---------------------- | ------------ | ------- |
| Áustria / IFPI Áustria | Ouro         | 10.000+ |
| Suíça / IFPI Schweiz   | Ouro         | 15.000+ |